# Haakon VII di Norvegia
Haakon VII di Norvegia (Cristiano Federico Carlo Giorgio Valdemaro Axel Bertram) (Charlottenlund, 3 agosto 1872 - Oslo, 21 settembre 1957), nato Carlo di Danimarca, è stato il primo Re di Norvegia, dopo che quest'ultima aveva ottenuto l'indipendenza dalla Svezia, alla quale era unita dal 1814 al 1905. Durante il suo regno, l'Europa affrontò le Guerre mondiali; nella prima il paese rimase neutrale, mentre nella seconda fu coinvolta, venendo invasa dalla Germania nazista. Haakon si oppose fortemente ad un possibile collaborazionismo con i tedeschi, trasferendosi prima nel nord del regno e poi recandosi a Londra, dove venne istituito un governo in esilio.
Tornato ad Oslo nel 1945, Haakon governò fino al 1957 quando il 21 settembre morì all'età di ottantacinque anni e dopo cinquantadue anni di regno, venendo succeduto dall'unico figlio, Olav V di Norvegia.

## Biografia

### Giovinezza

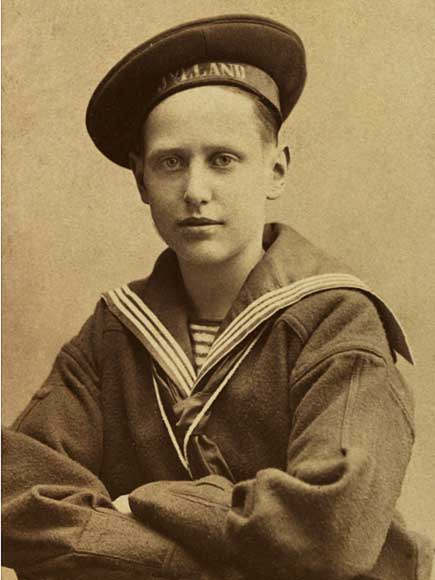
Carlo di Danimarca in uniforme dell'Accademia navale, nel 1883.

Carlo di Danimarca nacque il 3 agosto 1872 a Palazzo di Charlottenlund, secondogenito maschio di Federico di Danimarca, allora erede al trono, e di Luisa di Svezia; apparteneva alla dinastia degli Schleswig-Holstein-Sonderburg-Glücksburg, casata reale greca e danese, discendendo però anche dalle case di Bernadotte, Orange-Nassau, Hohenzollern, Assia-Kassel e Witthelsbach. Essendo nipote del re Cristiano IX di Danimarca, il "suocero d'Europa", era primo cugino di Giorgio V di Gran Bretagna, di Nicola II di Russia ed anche di Costantino I di Grecia.
Assieme al fratello maggiore Cristiano, Carlo fu educato privatamente a palazzo. Nel 1886 iniziò poi il suo addestramento come ufficiale della Marina danese; condusse una carriera assieme ad altri cadetti, non ricevendo privilegi speciali. Si laureò al Collegio navale nel 1893 con il grado di Sottotenente, diventando poi Tenente della Regia Marina danese. Nel 1887 venne cresimato assieme a Cristiano, fratello maggiore di due anni, nella Cappella del Palazzo di Christiansborg.

### Matrimonio

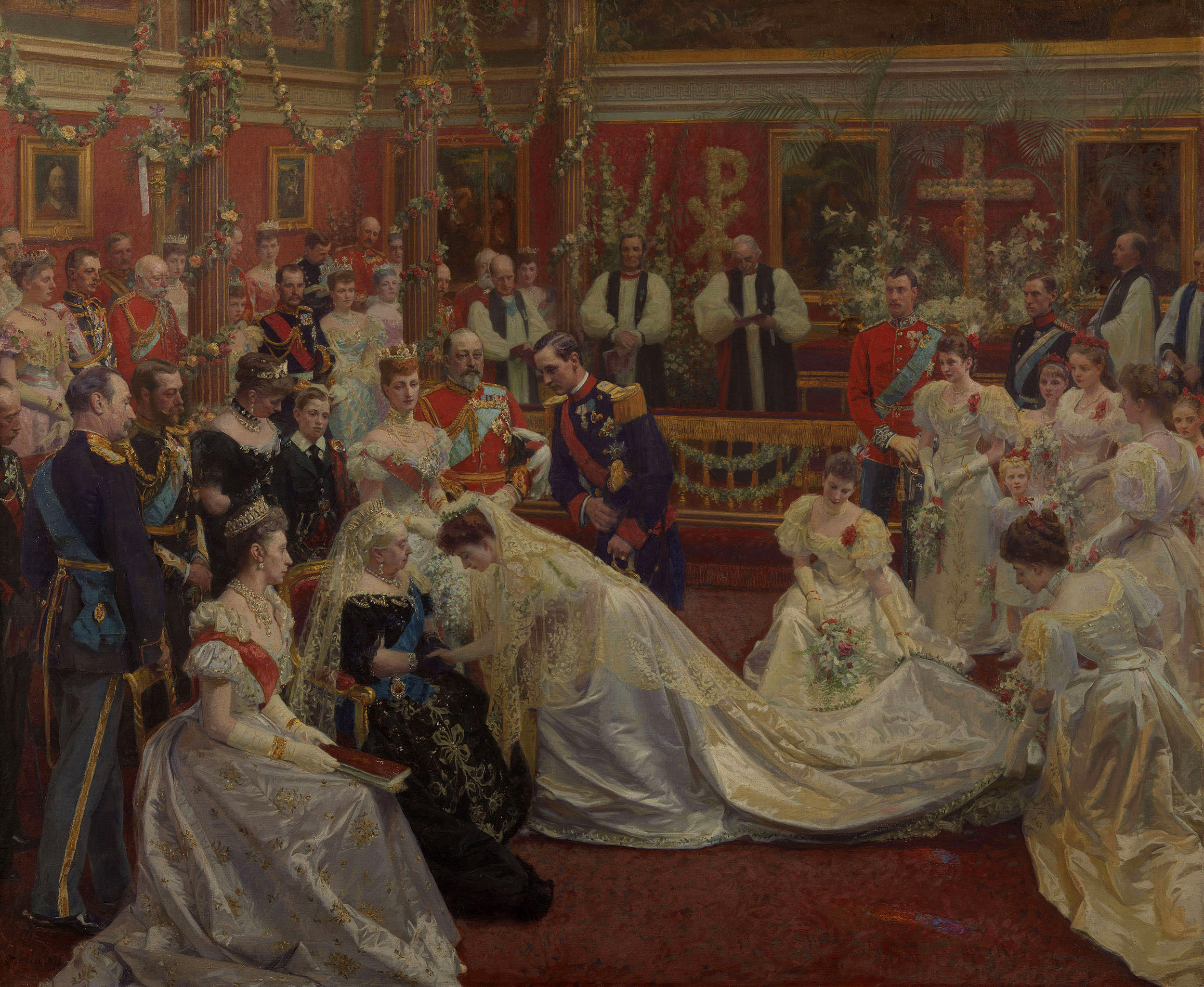
Le nozze di Maud e Carlo di Danimarca, di Laurits Tuxen, 1897.

Il 22 luglio 1896, Carlo di Danimarca sposò la prima cugina Maud di Gran Bretagna, figlia del futuro Edoardo VII del Regno Unito e della moglie, Alessandra di Danimarca, zia paterna dello sposo, nella Cappella privata di Buckingham Palace. La coppia ebbe un solo figlio, Alexander, nato il 2 luglio 1903 ad Appleton House nel Norfolk, che succederà poi al padre come Olav V di Norvegia.

### Re di Norvegia

#### Ascesa al trono

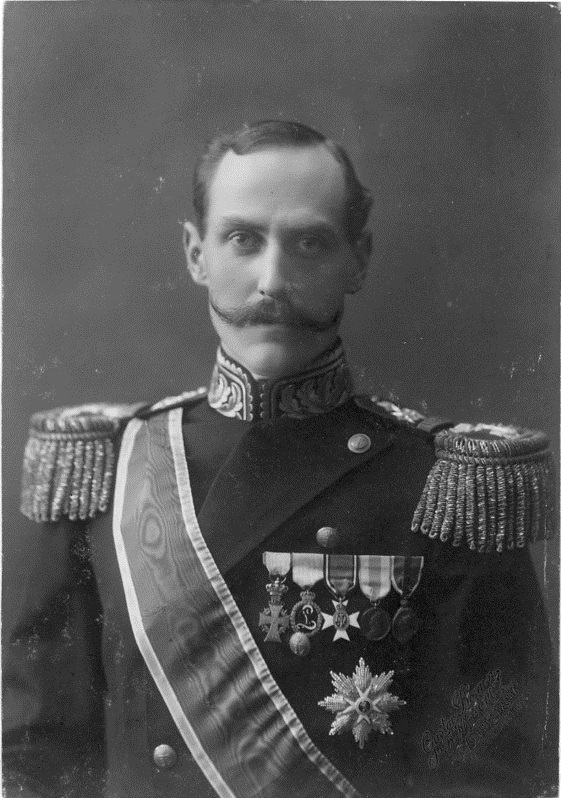
Haakon VII di Norvegia.

Nel 1905 la Norvegia, dal 1814 unita al Regno di Svezia, divenne indipendente; successivamente venne così creato un comitato dal neo Governo norvegese, il quale doveva individuare il nuovo sovrano norvegese tra una lista di diversi principi di case reali europee. Inizialmente venne designato come possibile candidato il principe Carlo di Svezia, che però fu costretto dal padre Oscar II, ultimo re dell'Unione Svezia-Norvegia, a declinare. Lo stesso monarca svedese non permise l'elezioni di qualunque principe Bernadotte, al trono di Norvegia. Successivamente il candidato ideale sembrò proprio Carlo di Danimarca, il quale discendeva inoltre dagli antichi sovrani di Norvegia, era danese e quindi già familiare con la lingua e la cultura norvegese, aveva un figlio quindi un erede al trono ed era sposato con la figlia del Re di Gran Bretagna, Edoardo VII, cosa che avrebbe così giovato diplomaticamente al neo regno di Norvegia. Carlo però era in dubbio se accettare, poiché al tempo la Norvegia era indecisa se istituire un regime monarchico o repubblicano. Venne poi confermato il primo dei due, a seguito di un referendum popolare con il 79 percento di voti (259.563 a favore e 69.264 contrari).

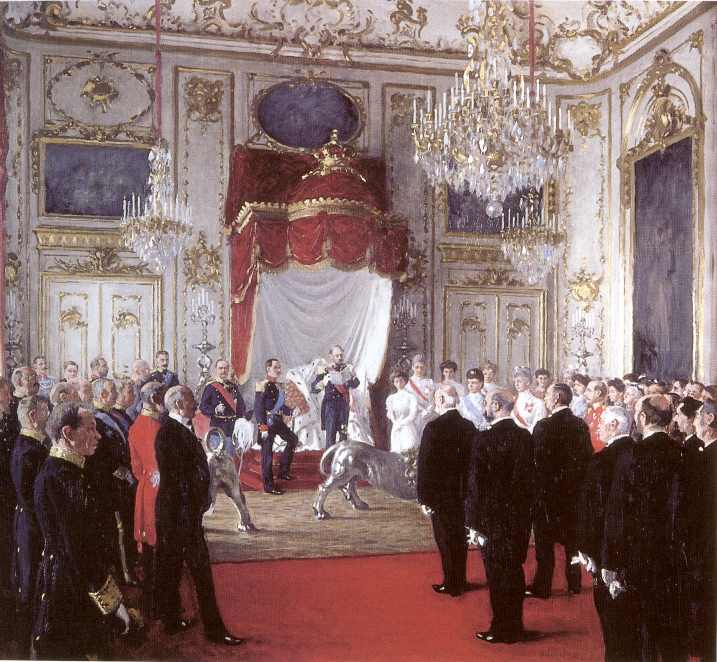
La delegazione norvegese nel Palazzo di Amalienborg.

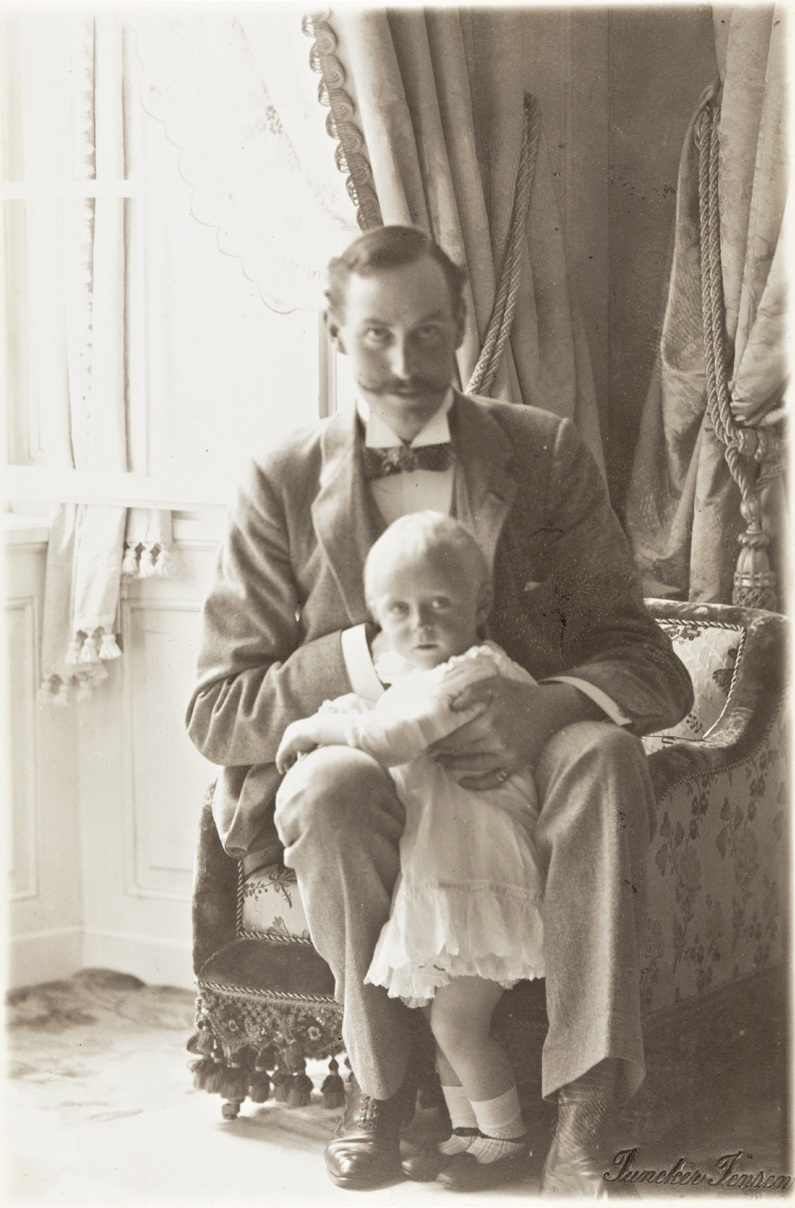
Haakon VII assieme al figlio Olav.

A Carlo venne così formalmente offerto il trono di Norvegia dallo Storting, il Parlamento, venendo eletto Re di Norvegia il 18 novembre 1905. Una prima cerimonia di proclamazione avvenne a Copenaghen, dove il nonno re Cristiano IX di Danimarca approvò il nipote Carlo come monarca norvegese, il quale assunse il nome antico di Haakon, usato dai sovrani norvegesi 500 anni prima. Il 25 novembre 1905 la nuova Famiglia reale norvegese arrivò al molo di Vippetangen a Kristiania (oggi Oslo). Dopo aver assunto il nome di Haakon VII, il sovrano diede al figlio il nome di Olav, entrambi erano nomi di re norvegesi risalenti al Medioevo. Re Haakon e la regina Maud furono incoronati nella Cattedrale di Trondheim il 22 giugno 1906.

#### Primi anni

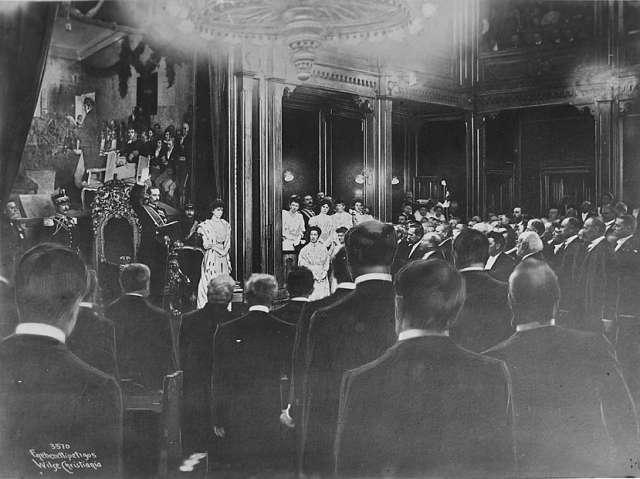
Il giuramento del re in Parlamento.

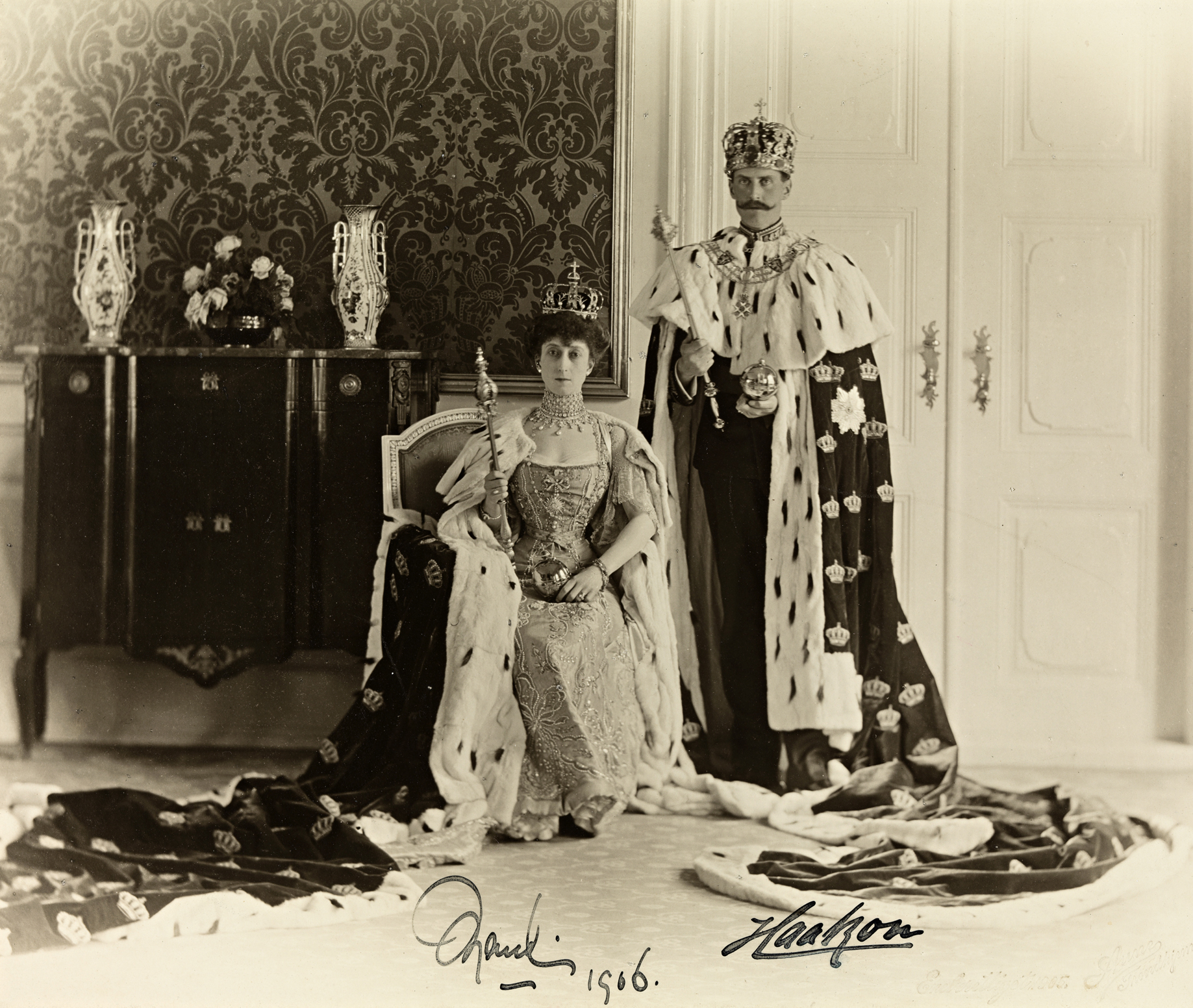
Haakon VII e la regina Maud negli abiti dell'incoronazione, nel 1906.

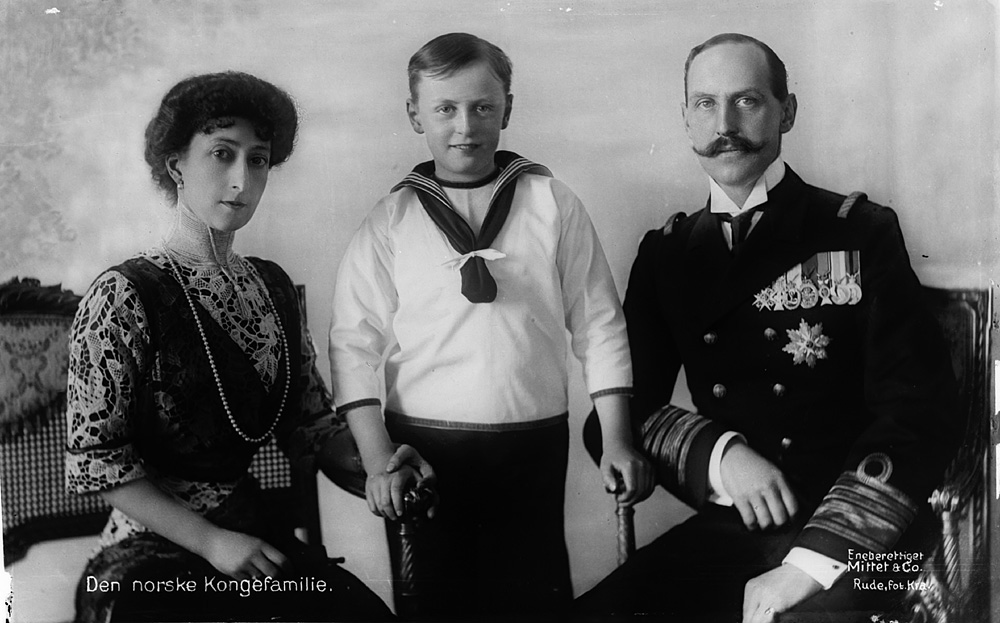
La famiglia reale norvegese.

Haakon VII e la regina Maud trascorsero i loro primi anni in Norvegia familiarizzando a fondo con il loro nuovo paese: in occasione della loro incoronazione nella Cattedrale di Trondheim, i sovrani viaggiarono a Trondheim in treno, su di una carrozza reale e su di una barca, facendo frequenti soste lungo il percorso. Completarono la seconda metà del loro viaggio di incoronazione l'anno successivo, effettuando un tour della Norvegia settentrionale. Re Haakon si immerse nella politica e nella cultura norvegese. L'esploratore polare Fridtjof Nansen introdusse Haakon e Maud allo sport nazionale, ovvero lo sci. Nel 1906 il monarca partecipò per la prima volta agli eventi sciistici di Holmenkollen, stabilendo una tradizione seguita in seguito sia dal figlio, Olav V, che dal nipote, Harald V. Re Haakon diede inizio a un'altra amata tradizione: ogni 17 maggio, giorno della Costituzione norvegese, si tiene la sfilata annuale dei bambini di Oslo di fronte al Palazzo Reale, dove i membri della famiglia reale accolgono la sfilata dal balcone. Rispetto a molte altre famiglie reali, quella norvegese ha dimostrato grande moderazione, infatti la corte reale era piccola e le spese erano ridotte al minimo. Dato il dibattito sulla forma di governo della Norvegia, il sovrano ritenne importante mantenere uno stile di vita modesto. Ciò era in linea con la tradizione norvegese e rifletteva il fatto che la Norvegia non era un paese ricco. Come il suo prozio Oscar II, e come il suo proprio padre, dal quale fu iniziato, Haakon fu membro della massoneria. 

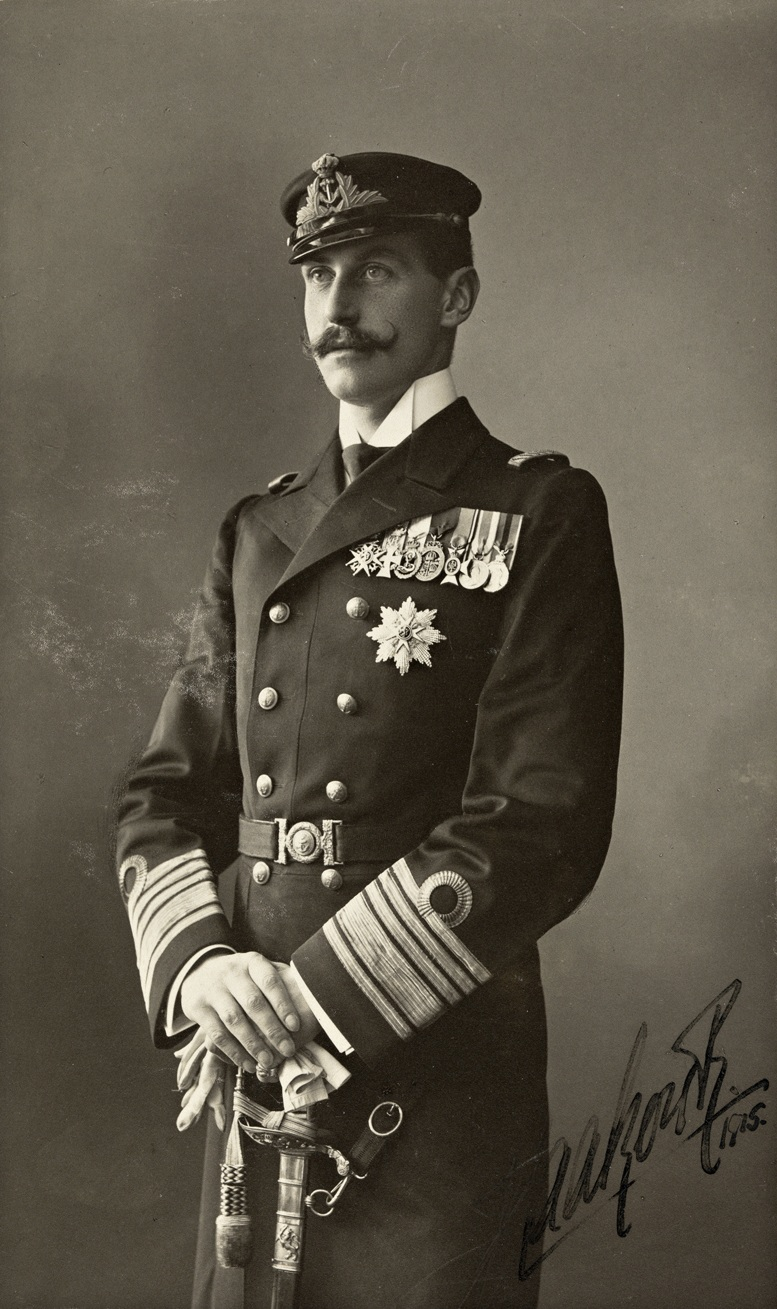
Haakon VII di Norvegia nel 1915.

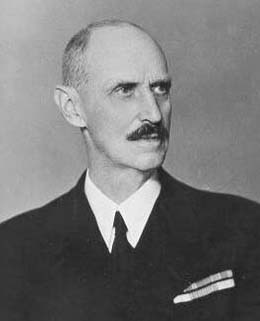
Il re Haakon di Norvegia.

Re Haakon giurò fedeltà alla costituzione e fece ogni sforzo per svolgere il suo ruolo di monarca costituzionale. Sebbene credesse fermamente che il potere politico dovesse essere nelle mani dei rappresentanti eletti democraticamente, desiderava essere tenuto costantemente informato sugli affari politici dal governo. Sebbene potesse esprimere le sue opinioni su un determinato caso, si rimetteva sempre alla maggioranza del Consiglio di Stato, sosteneva infallibilmente le decisioni politiche e faceva attenzione a non mostrare mai affinità per alcun partito politico. Nel 1928, Re Haakon esercitò pienamente i suoi poteri costituzionali quando nominò il primo governo del Partito laburista nella storia norvegese. Sebbene fosse diventato il partito di maggioranza nelle elezioni dello Storting del 1927, il Partito laburista era ancora considerato radicale e il primo ministro dimissionario raccomandò al re di nominare un governo dal Bondeparti ("Partito dei contadini"). Scelse invece di aderire al principio parlamentare e chiese a Christopher Hornsrud del Partito laburista di formare un nuovo governo. La sua decisione non fu ben accolta nei circoli conservatori.; egli disse "Adesso sono anche il re dei comunisti!" ("Jeg er også kommunistenes konge!") quando Christian Hornsrud del partito laburista venne eletto Primo ministro. Questo fatto, apparentemente ironico, in realtà gli causò le ire di alcune fazioni governative pensando che il re si fosse schierato politicamente al posto di rimanere imparziale come la sua posizione gli imponeva. Haakon VII era profondamente interessato alla politica estera e alle questioni militari; con i suoi legami reali, in particolare con la casa reale britannica, fu in grado di offrire al governo un supporto vitale su diverse questioni, tra cui la preservazione della neutralità della Norvegia nella Prima guerra mondiale. L'immersione di re Haakon in tutto ciò che era norvegese, le sue qualità personali e i suoi modi, e il grande rispetto che dimostrava per i principi democratici, servirono tutti a rafforzare la posizione della monarchia in Norvegia. Questa posizione venne ulteriormente rafforzata durante la Seconda guerra mondiale.  Nel 1938 la moglie, la regina Maud, morì.

#### Seconda guerra mondiale

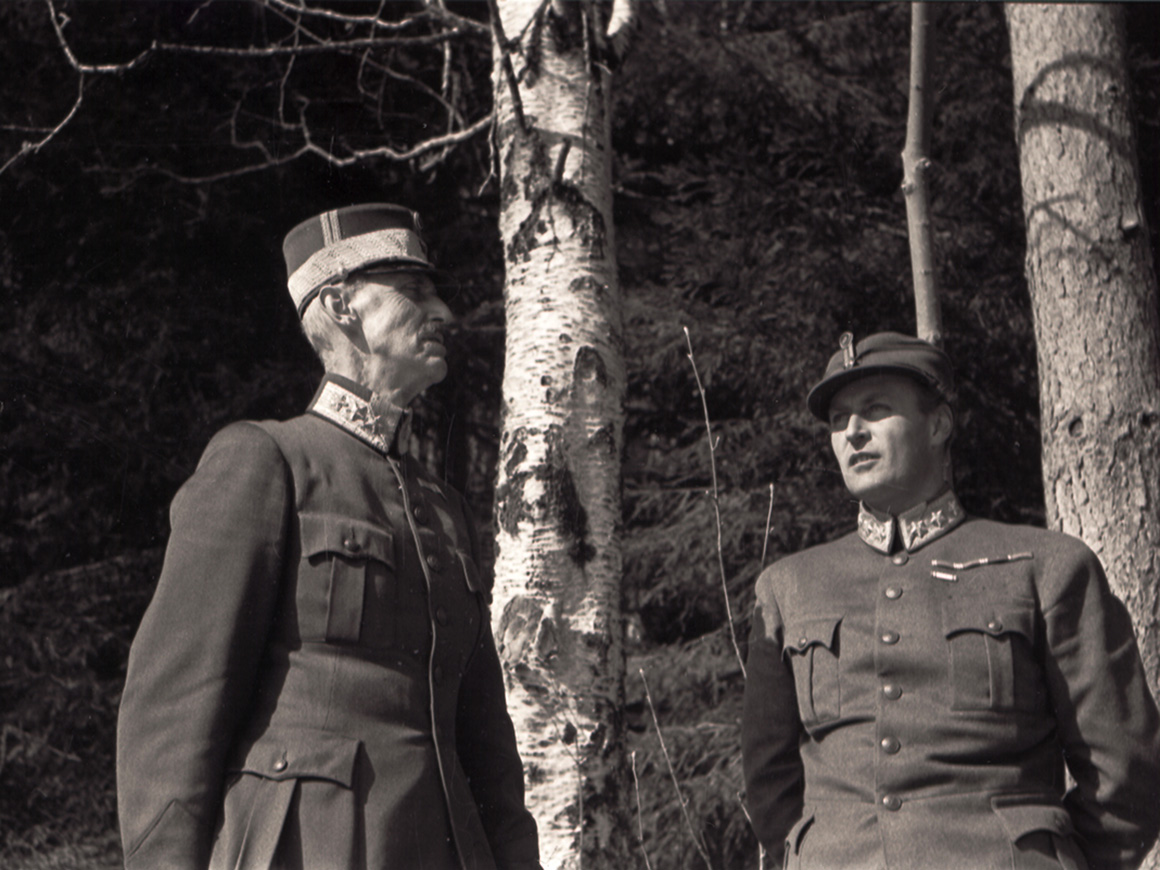
Haakon VII e Olav nel 1940.

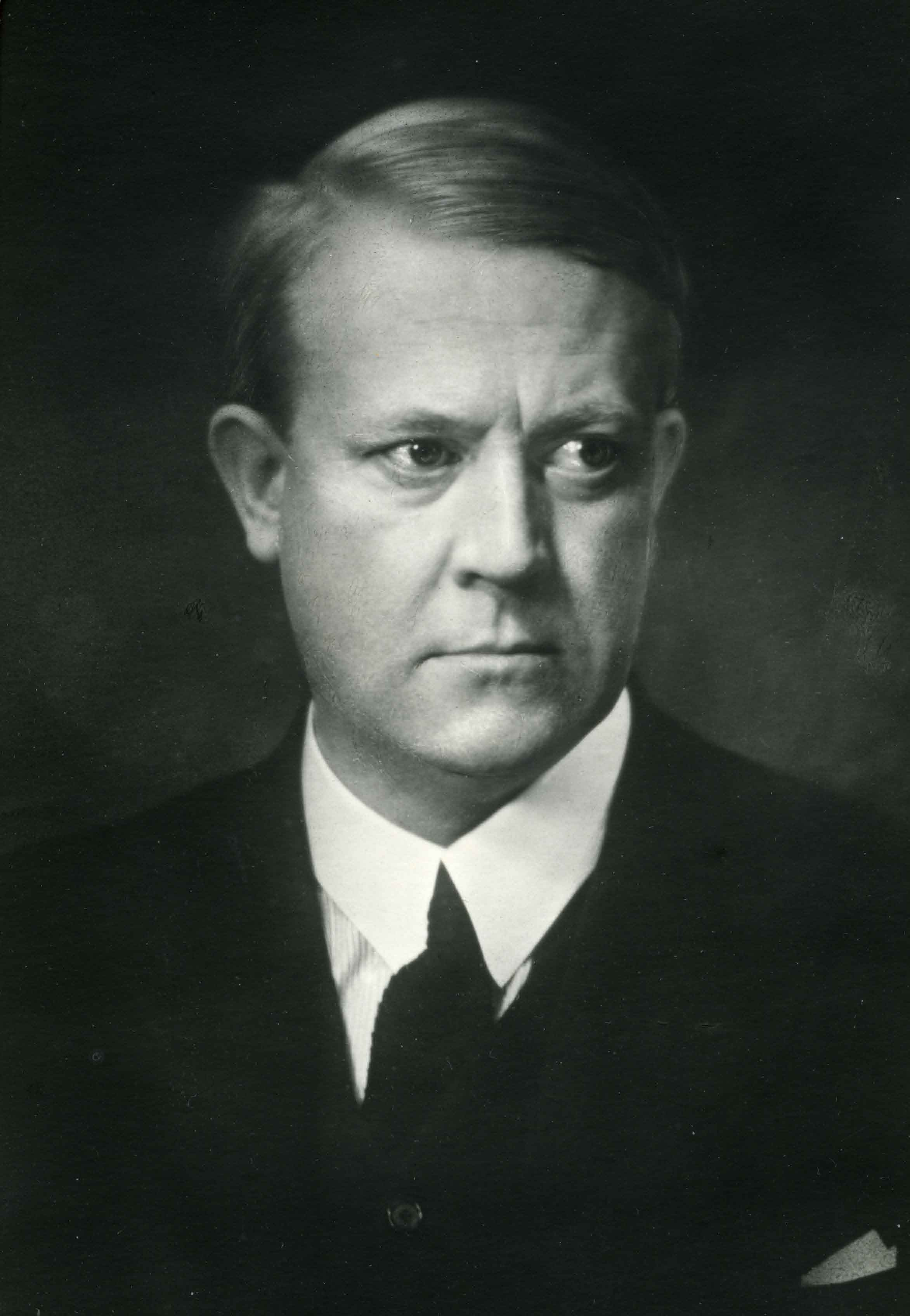
Il politico Vidkun Quisling.

Nel 1939 la Germania nazista invase la Polonia, dando inizio alla Seconda guerra mondiale; dopo la conquista polacca, le truppe tedesche invasero prima la Danimarca e successivamente la Norvegia, il 9 aprile 1940. Il piano dei nazisti era quello di cattura Haakon VII ed il Governo così che il paese fosse costretto a capitolare. Tuttavia, la Casa reale, il Governo e la maggior parte dei deputati parlamentari riuscirono a fuggire prima dell'occupazione tedesca di Oslo. Riunito a Elverum nella Norvegia orientale, lo Storting diede al sovrano ed al Governo piena autorità di governare il paese per tutta la durata della guerra. I tedeschi chiesero a re Haakon di nominare un governo guidato dal simpatizzante nazista Vidkun Quisling; il re si dichiarò contrario a tale richiesta e minacciò di abdicare se il governo avesse accettato e quindi rispettato l'ultimatum della Germania. Riguardo alla situazione, Haakon VII disse:

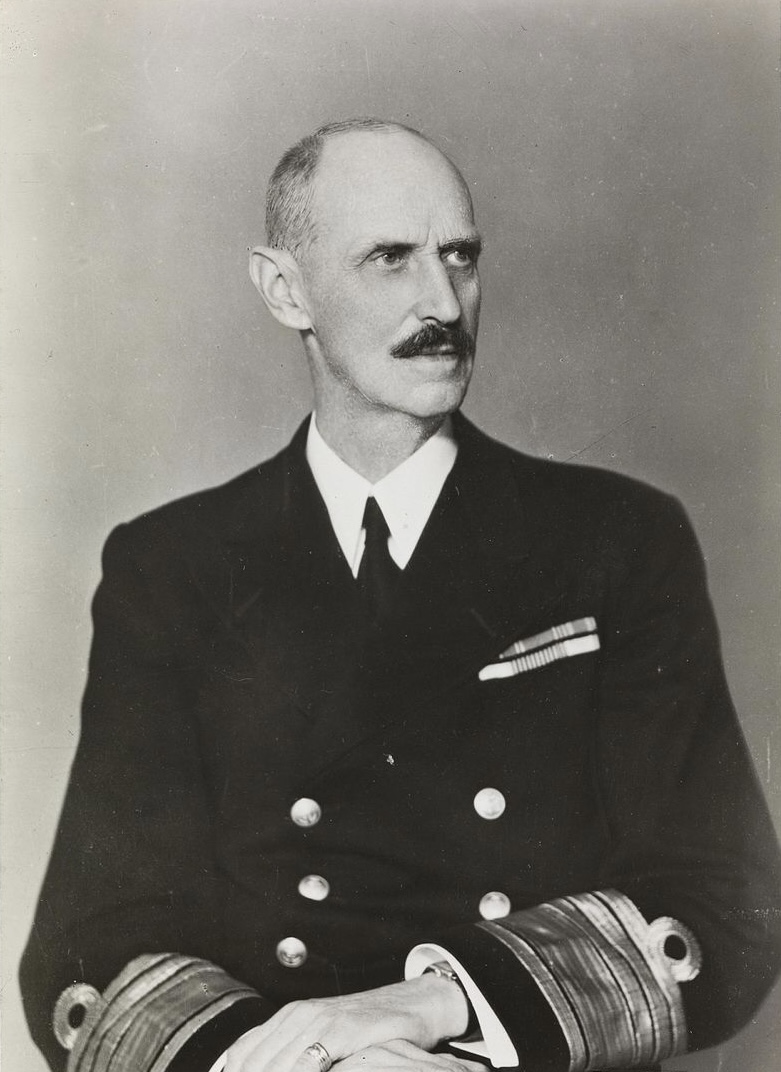
Haakon VII durante la guerra.

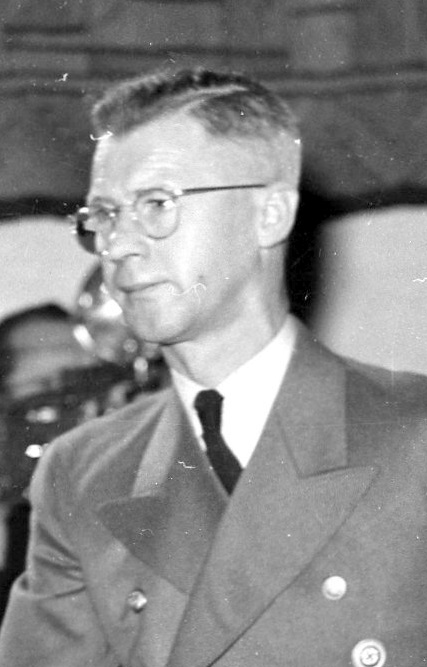
Il Gauleiter Josef Terboven.

Nils Hjelmtveit, Ministro della chiesa e dell'educazione, scriverà poi: "Questo fece una grande impressione su tutti noi. Più chiaramente attraverso quel discorso potemmo vedere l'uomo ancor prima delle parole stesse; il re dovette tracciare una linea tra sé e i propri doveri, una linea dalla quale non poteva deviare. Noi avevamo trascorso cinque anni (nel governo) apprezzando e rispettando il nostro re e ora, attraverso le sue parole, ci appariva come un grande uomo, giusto e forte, un vero capo in quei fatali tempi per il nostro paese". Dopo aver appreso le decisioni del monarca, i tedeschi bombardarono ripetutamente il villaggio di Nybergsund, dove si trovava Haakon. Fortunatamente, lui ed il figlio Olav, erede al trono, riuscirono a mettersi in salvo. Nel frattempo, Adolf Hitler aveva nominato Josef Terboven al ruolo di Reichskommissar per la Norvegia. Su ordine dello stesso Führer, Terboven tentò di costringere il parlamento a deporre il re, ma la Camera si rifiutò categoricamente, citando i principi stessi della costituzione di Stato. Un successivo ultimatum venne inviato dai tedeschi sotto la minaccia di internare tutti i norvegesi in età da servizio militare nei campi di concentramento nazisti. Sotto il terrore di questa decisione, il rappresentante del parlamento a Oslo scrisse al re Haakon il 27 giugno, chiedendogli di abdicare. Il re, cortesemente rispose che se il parlamento avesse agito in questi termini, egli si sarebbe dimesso. Il re diede la propria risposta il 3 luglio di quell'anno e proclamò la sua decisione con un comunicato radio della BBC l'8 luglio.

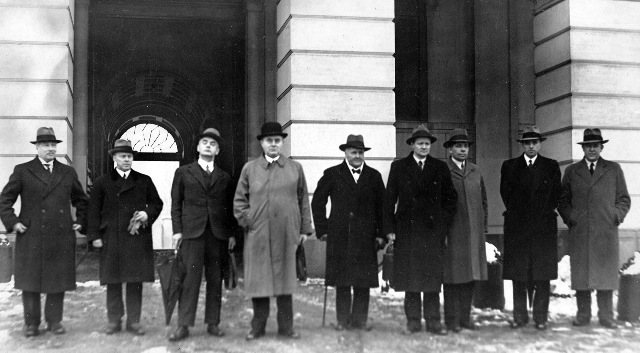
Il Governo Nygaardsvold.

Il 7 giugno 1940 Haakon, Olav ed il Governo partirono da Tromsø per raggiungere l'Inghilterra, dove a Londra, venne istituito un Governo in esilio, per guidare lo sforzo di resistenza. Haakon divenne il simbolo principale della resistenza del popolo norvegese, che tentava di combattere per una Norvegia libera ed indipendente, e le sue trasmissioni radiofoniche da Londra servirono come fonte di ispirazione per tutti i norvegesi. I cinque anni della Norvegia sotto il controllo tedesco furono devastanti ma molti norvegesi indossarono vestiti o gioielli realizzati con le monete riportanti il monogramma del re Haakon come simbolo di resistenza all'oppressione dell'invasore e solidarietà al re in esilio con il suo governo. Il monogramma del re venne dipinto anche su diverse facciate come simbolo di ostentazione della sovranità nazionale in uno Stato occupato da stranieri.

#### Ritorno in Norvegia

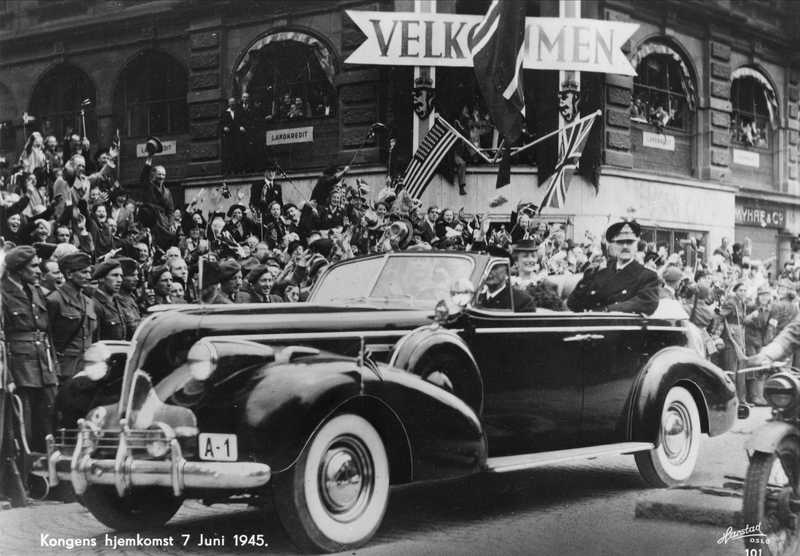
Il ritorno del Re in Norvegia.

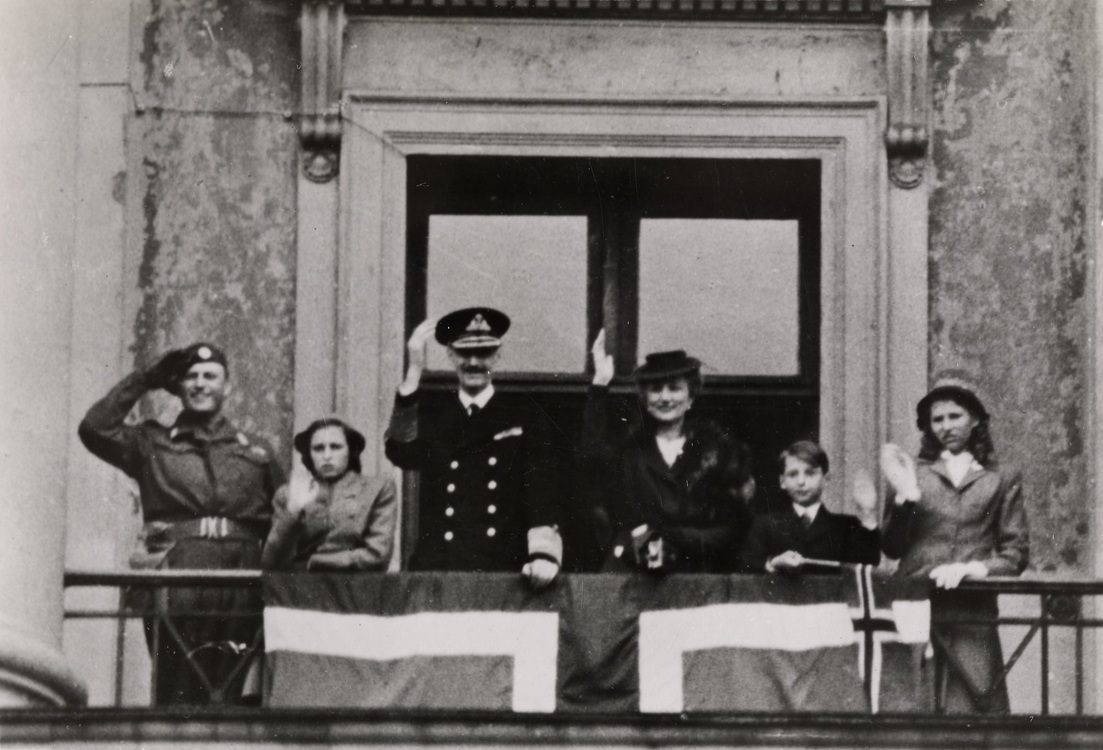
Il Re sul balcone di Palazzo reale.

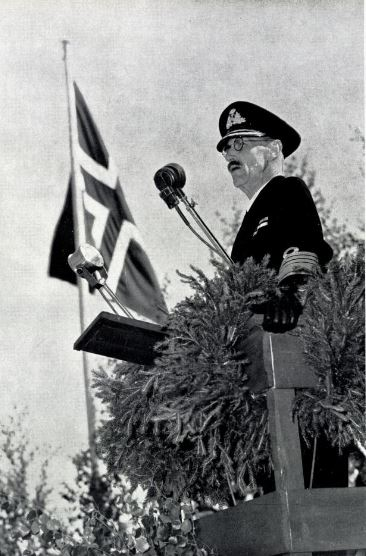
Haakon VII di Norvegia durante un proprio discorso nel 1946 a Steinkjer.

Con la caduta e la sconfitta della Germania, Haakon VII e la Casa reale poterono ritornare in patri il 7 giugno 1945; verso la fine dell'estate del medesimo anno, il sovrano intraprese un tour del paese per vedere di persona la distruzione causata dalla guerra, così come gli sforzi in corso per la ricostruzione. Completò la seconda metà del tour l'estate successiva. Attraverso una raccolta fondi a livello nazionale, il popolo norvegese raccolse i fondi necessari per regalare a re Haakon uno yacht reale, in occasione del suo 75º compleanno; fu acquistato lo yacht a motore britannico Philante ed a Haakon fu regalato un modello dell'imbarcazione nel 1947. Lo yacht era in fase di ristrutturazione e sarebbe stato pronto l'estate successiva. Re Haakon apprezzò molto questo dono del popolo e ribattezzò l'imbarcazione Norge, su cui viaggiò molte volte negli anni successivi. Nell'estate del 1955 visitò le contee di Møre e Romsdal nella Norvegia occidentale. Doveva essere il suo ultimo viaggio. Nel 1952 andò a Londra per assistere ai funerali del nipote, re Giorgio VI del Regno Unito, padre della regina Elisabetta. Il 15 maggio 1953 assistette al matrimonio della nipote, la principessa Ragnhild, che sposò l'imprenditore Erling Lorentzen, divenendo il primo membro della famiglia reale a sposare una persona comune.  Tra il 1954 ed il 1957, il sovrano divenne bisnonno per due volte, dei nipoti Haakon ed Ingeborg.

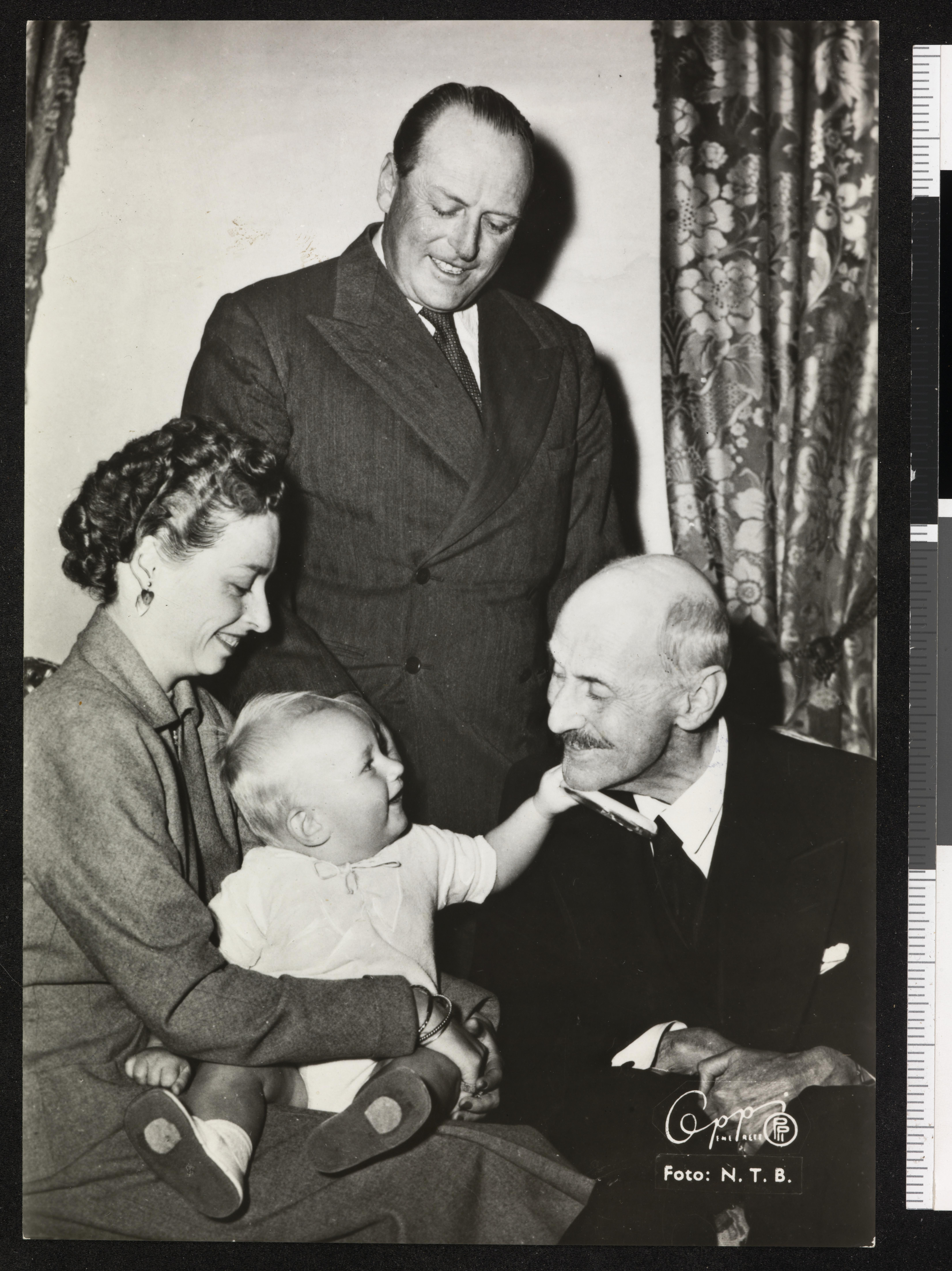
Il sovrano assieme al pronipote Haakon, figlio della nipote Ragnhild.

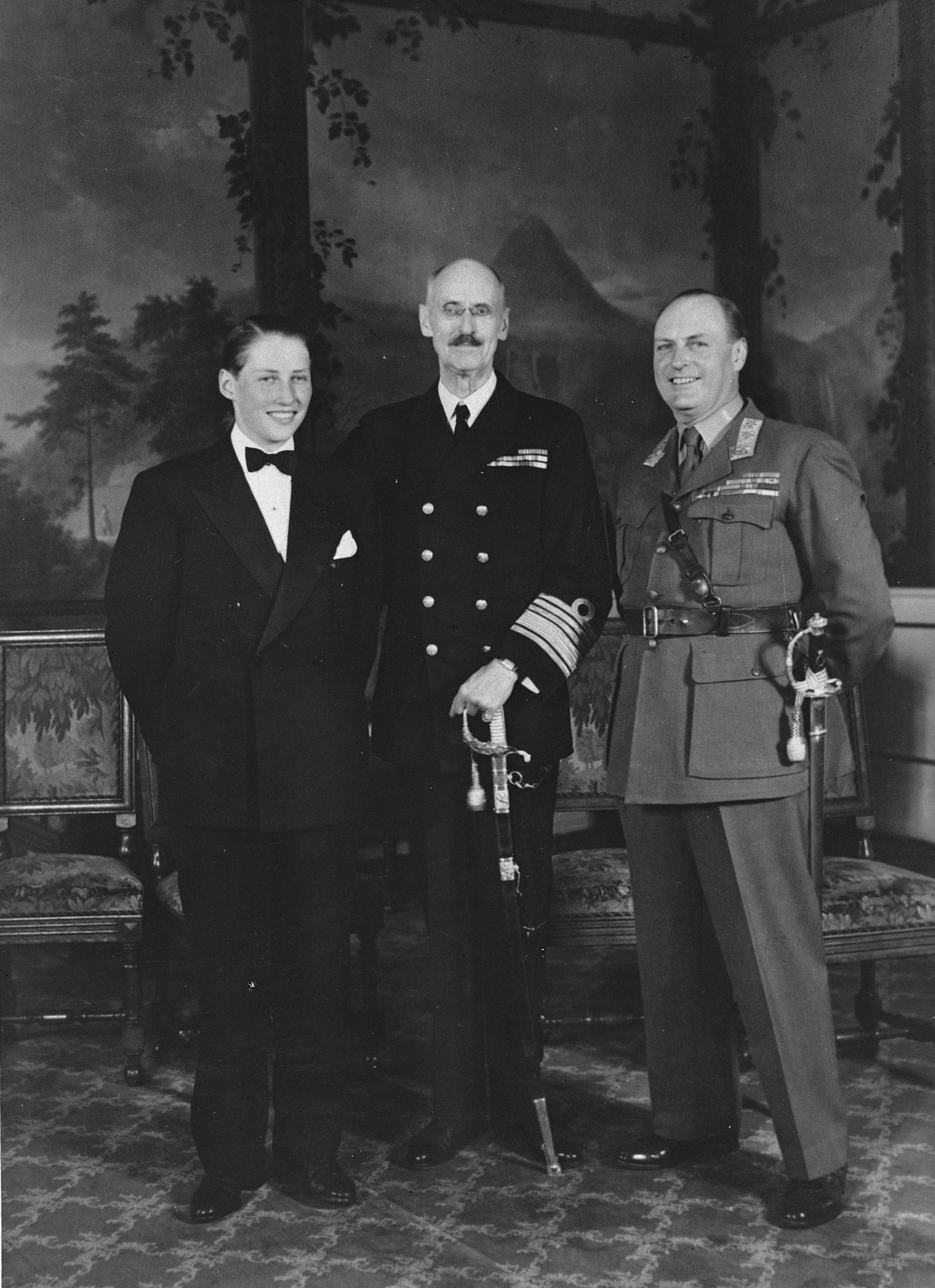
Haakon VII, Olav V e Harald V.

Haakon VII cadde nel suo bagno della tenuta reale di Bygdøy (Bygdøy kongsgård) nel luglio 1955; questa caduta, avvenuta appena un mese prima del suo ottantatreesimo compleanno, provocò una frattura al femore e, nonostante la caduta avesse causato poche altre complicazioni, il re fu costretto a usare una sedia a rotelle. Si dice che il monarca, un tempo attivo, fosse depresso per la sua conseguente impotenza e iniziò a perdere il suo consueto coinvolgimento e interesse per gli eventi correnti. Con la perdita di mobilità di Haakon e con il peggioramento ulteriore della sua salute nell'estate del 1957, il principe ereditario Olav apparve per conto del padre in occasioni cerimoniali e assunse un ruolo più attivo negli affari di stato.

### Morte

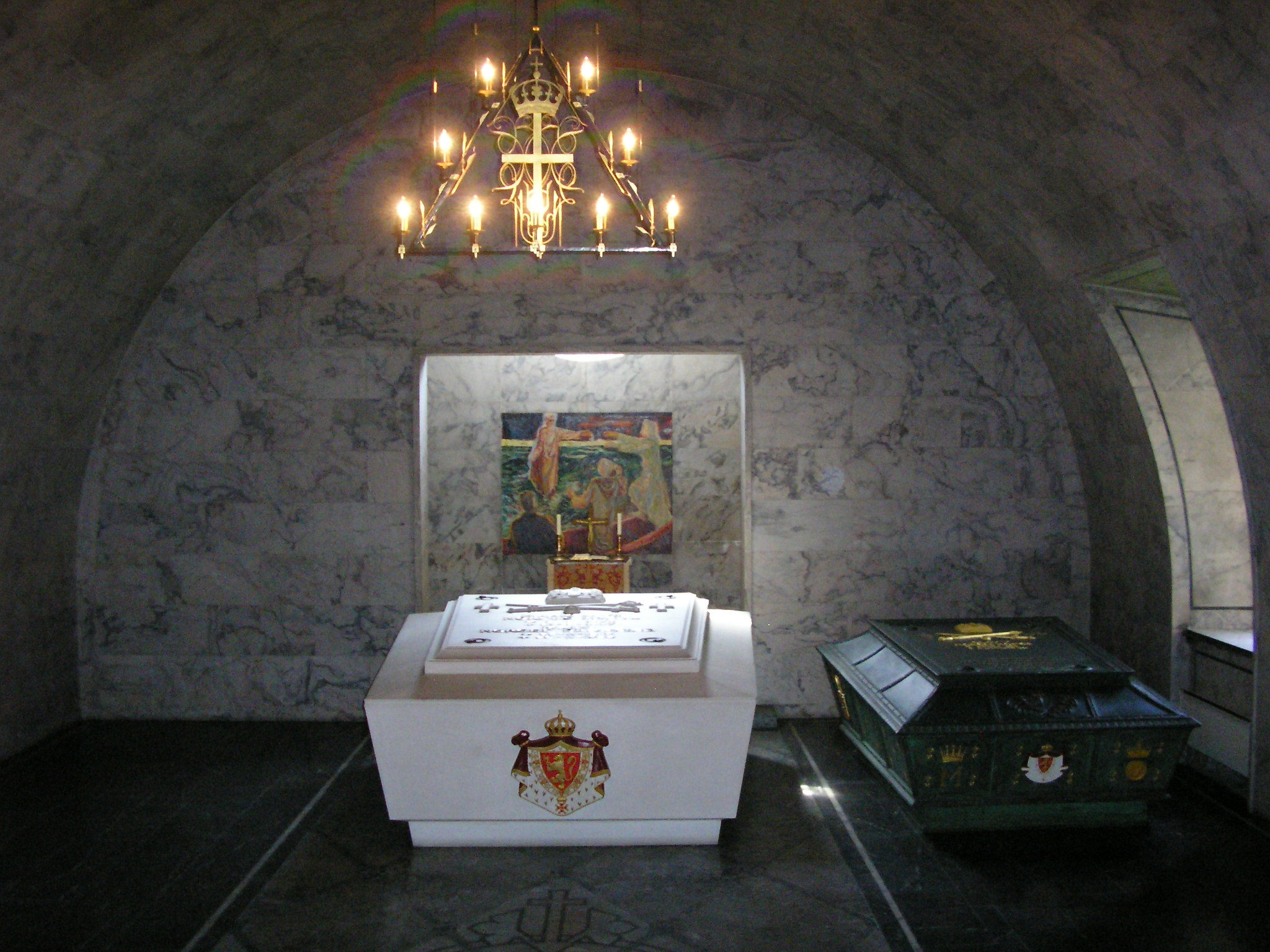
Tomba di Haakon VII di Norvegia.

Il 21 settembre 1957, all'età di ottantacinque anni e dopo cinquantadue anni di regno, re Haakon VII di Norvegia morì a Palazzo Reale, ad Oslo, ed a succedergli fu l'unico figlio, Olav V. Il defunto monarca fu sepolto il 1º ottobre 1957, insieme alla moglie, nel sarcofago bianco nel Mausoleo Reale della Fortezza di Akershus. Fu l'ultimo figlio sopravvissuto del re Federico VIII di Danimarca. Folle di persone in lutto si schierarono lungo le strade mentre il corteo funebre passava. Haakon VII è considerato da molti uno dei più grandi leader norvegesi del periodo prebellico, riuscendo a tenere unito il suo giovane e fragile paese in condizioni politiche instabili. È stato classificato in alto nel sondaggio Norwegian of the Century del 2005.
Il Mare Re Haakon VII nell'Antartide orientale è chiamato così in onore dell'omonimo sovrano, così come l'intero altopiano che circonda il Polo Sud fu chiamato Re Haakon VII Vidde da Roald Amundsen quando, nel 1911, divenne il primo essere umano a raggiungere il Polo Sud. Nel 1914 la Contea di Haakon, nello stato americano del Dakota del Sud, fu chiamata così in suo onore. Due navi della Regia marina norvegese, la King Haakon VII, una nave di scorta in servizio dal 1942 al 1951, e la Haakon VII, una nave scuola in servizio dal 1958 al 1974, sono state chiamate così in onore del re Haakon VII. Per le sue lotte contro il regime nazista ed il suo impegno nel far rivivere il festival sciistico di Holmenkollen dopo la Seconda guerra mondiale, nel 1955 il re Haakon VII si guadagnò la medaglia di Holmenkollen (condivisa con Hallgeir Brenden, Veikko Hakulinen e Sverre Stenersen), diventando una delle sole 11 persone non famose per lo sci nordico ad aver ricevuto questo onore.

## Cultura di massa
Il regista Erik Poppe ha descritto la condotta del re nel primo mese del conflitto nel film storico biografico The King's Choice (in norvegese Kongens nei), trasmesso da Rai Tre il 25 maggio 2019 con il titolo "La scelta del re”.

## Discendenza
A Buckingham Palace il 22 luglio 1896, il principe Carlo sposò la sua prima cugina, la principessa Maud del Galles, figlia minore del futuro re Edoardo VII del Regno Unito e di sua moglie, Alessandra di Danimarca, figlia maggiore del re Cristiano IX di Danimarca e della principessa Luisa d'Assia-Kassel.
Il loro figlio, Alessandro, sarà il futuro principe ereditario Olav di Norvegia (poi sovrano con il nome di Olav V di Norvegia) e nacque il 2 luglio 1903. Il principe ereditario Olav sposerà sua cugina Marta di Svezia il 21 marzo 1929. Ella era la figlia della sorella di Haakon, la principessa Ingeborg di Danimarca, e del principe Carlo, duca di Västergötland. La regina Maud morì il 20 novembre 1938.

## Titoli e trattamento
Titolatura del re Haakon VII dalla nascita alla morte, in ordine cronologico:
- 3 agosto 1872 – 18 novembre 1905: Sua Altezza Reale, il Principe Carlo di Danimarca
- 18 novembre 1905 – 21 settembre 1957: Sua Maestà, il Re di Norvegia

### Onorificenze straniere

Monogramma Reale di Haakon VII di Norvegia che divenne un simbolo della resistenza durante la seconda guerra mondiale.

## Ascendenza
|                            |                   |                               | Genitori                               |  |  | Nonni |  |  | Bisnonni                                                       |  |  | Trisnonni                                            |  |
|                            |                   |                               |                                        |  |  |       |  |  | Federico Guglielmo di Schleswig-Holstein-Sonderburg-Glücksburg |  |  | Federico Carlo di Schleswig-Holstein-Sonderburg-Beck |  |
|                            |                   |                               |                                        |  |  |       |  |  | Federico Guglielmo di Schleswig-Holstein-Sonderburg-Glücksburg |  |  | Federico Carlo di Schleswig-Holstein-Sonderburg-Beck |  |
|                            |                   | Federica di Schlieben         |                                        |  |  |       |  |  | Federico Guglielmo di Schleswig-Holstein-Sonderburg-Glücksburg |  |  |                                                      |  |
| Cristiano IX di Danimarca  |                   |                               |                                        |  |  |       |  |  | Federico Guglielmo di Schleswig-Holstein-Sonderburg-Glücksburg |  |  |                                                      |  |
|                            |                   | Luisa Carolina d'Assia-Kassel | Carlo d'Assia-Kassel                   |  |  |       |  |  |                                                                |  |  |                                                      |  |
|                            |                   | Luisa Carolina d'Assia-Kassel | Carlo d'Assia-Kassel                   |  |  |       |  |  |                                                                |  |  |                                                      |  |
|                            |                   | Luisa Carolina d'Assia-Kassel | Luisa di Danimarca                     |  |  |       |  |  |                                                                |  |  |                                                      |  |
| Federico VIII di Danimarca |                   | Luisa Carolina d'Assia-Kassel |                                        |  |  |       |  |  |                                                                |  |  |                                                      |  |
|                            |                   | Guglielmo d'Assia-Kassel      | Federico d'Assia-Kassel                |  |  |       |  |  |                                                                |  |  |                                                      |  |
|                            |                   | Guglielmo d'Assia-Kassel      | Federico d'Assia-Kassel                |  |  |       |  |  |                                                                |  |  |                                                      |  |
|                            |                   | Guglielmo d'Assia-Kassel      | Carolina di Nassau-Usingen             |  |  |       |  |  |                                                                |  |  |                                                      |  |
| Luisa d'Assia-Kassel       |                   | Guglielmo d'Assia-Kassel      |                                        |  |  |       |  |  |                                                                |  |  |                                                      |  |
|                            |                   | Luisa Carlotta di Danimarca   | Federico di Danimarca                  |  |  |       |  |  |                                                                |  |  |                                                      |  |
|                            |                   | Luisa Carlotta di Danimarca   | Federico di Danimarca                  |  |  |       |  |  |                                                                |  |  |                                                      |  |
|                            |                   | Luisa Carlotta di Danimarca   | Sofia Federica di Meclemburgo-Schwerin |  |  |       |  |  |                                                                |  |  |                                                      |  |
| Haakon VII di Norvegia     |                   | Luisa Carlotta di Danimarca   |                                        |  |  |       |  |  |                                                                |  |  |                                                      |  |
|                            | Oscar I di Svezia | Carlo Giovanni XIV di Svezia  |                                        |  |  |       |  |  |                                                                |  |  |                                                      |  |
|                            | Oscar I di Svezia | Carlo Giovanni XIV di Svezia  |                                        |  |  |       |  |  |                                                                |  |  |                                                      |  |
|                            | Oscar I di Svezia | Désirée Clary                 |                                        |  |  |       |  |  |                                                                |  |  |                                                      |  |
| Carlo XV di Svezia         | Oscar I di Svezia |                               |                                        |  |  |       |  |  |                                                                |  |  |                                                      |  |
|                            |                   | Giuseppina di Leuchtenberg    | Eugenio di Beauharnais                 |  |  |       |  |  |                                                                |  |  |                                                      |  |
|                            |                   | Giuseppina di Leuchtenberg    | Eugenio di Beauharnais                 |  |  |       |  |  |                                                                |  |  |                                                      |  |
|                            |                   | Giuseppina di Leuchtenberg    | Augusta di Baviera                     |  |  |       |  |  |                                                                |  |  |                                                      |  |
| Luisa di Svezia            |                   | Giuseppina di Leuchtenberg    |                                        |  |  |       |  |  |                                                                |  |  |                                                      |  |
|                            |                   | Federico d'Orange-Nassau      | Guglielmo I dei Paesi Bassi            |  |  |       |  |  |                                                                |  |  |                                                      |  |
|                            |                   | Federico d'Orange-Nassau      | Guglielmo I dei Paesi Bassi            |  |  |       |  |  |                                                                |  |  |                                                      |  |
|                            |                   | Federico d'Orange-Nassau      | Guglielmina di Prussia                 |  |  |       |  |  |                                                                |  |  |                                                      |  |
| Luisa dei Paesi Bassi      |                   | Federico d'Orange-Nassau      |                                        |  |  |       |  |  |                                                                |  |  |                                                      |  |
|                            |                   | Luisa di Prussia              | Federico Guglielmo III di Prussia      |  |  |       |  |  |                                                                |  |  |                                                      |  |
|                            |                   | Luisa di Prussia              | Federico Guglielmo III di Prussia      |  |  |       |  |  |                                                                |  |  |                                                      |  |
|                            |                   | Luisa di Prussia              | Luisa di Meclemburgo-Strelitz          |  |  |       |  |  |                                                                |  |  |                                                      |  |
|                            |                   | Luisa di Prussia              |                                        |  |  |       |  |  |                                                                |  |  |                                                      |  |

## Onorificenze

### Titoli e gradi militari stranieri
- Tenente onorario della Royal Navy, 1901 (Regno Unito)[24]